# Pande jezik
Pande jezik (ISO 639-3: bkj; ipande), atlantsko-kongoanski nepisani jezik iz Srednjoafričke Republike kojim govori oko 9 700 ljudi (1996) u prefekturama Sangha-Mbaéré (pod-prefektura Nola) i Mambéré-Kadéï (pod-prefektura Berberati). 
Pripada sjeverozapadnoj skupini bantu jezika u zoni C i podskupini ngundi (C.20), danas u Ngondi (C.12), čiji je jedini predstavnik. Ima dva dijalekta: pande (ndjeli, njeli, linyeli, linzeli, ngili) i bogongo (bugongo, bukongo). Kod etničke grupe Pande u upotrebi je i sango [sag].

## Vanjske poveznice
- Ethnologue (14th)[neaktivna poveznica]
- Ethnologue (15th)[neaktivna poveznica]